# Saipina
Saipina ist eine Landstadt im Departamento Santa Cruz im südamerikanischen Anden-Staat Bolivien.

## Lage im Nahraum
Saipina ist der zentrale Ort des Municipios Saipina in der Provinz Manuel María Caballero. Die Stadt liegt auf einer Höhe von 1365 m in einem fruchtbaren Talkessel des Río Comarapa, der von Comarapa kommend unterhalb von Saipina in den Río Mizque mündet.

## Geographie
Das Municipio Saipina liegt am südöstlichen Rand des Gebirgszuges der Cordillera Oriental, der den Übergang vom bolivianischen Tiefland zu den Hochgebirgsketten der Anden bildet. Das Klima ist semarid und ein typisches Tageszeitenklima, bei dem die mittleren Temperaturunterschiede zwischen Tag und Nacht deutlicher ausgeprägt sind als zwischen den Jahreszeiten.
Die Jahresdurchschnittstemperatur beträgt etwa 26 °C und schwankt nur unwesentlich zwischen 23 °C im Juli und 28 °C von November bis Januar (siehe Klimadiagramm Saipina). Der Jahresniederschlag beträgt etwas mehr als 500 mm und erreicht nur in den Sommermonaten im Januar und Februar Monatswerte von knapp über 100 mm; die Trockenzeit mit Werten deutlich unter 30 mm von April bis Oktober ist für den landwirtschaftlichen Anbau ungünstig lang.

## Verkehrsnetz
Saipina liegt in einer Entfernung von 245 Straßenkilometern westlich von Santa Cruz, der Hauptstadt des Departamentos.
Von Santa Cruz aus führt die Nationalstraße Ruta 9 über 14 Kilometer in südwestlicher Richtung bis zum Abzweig der Ruta 7 bei El Carmen. Die Ruta 7 führt über die Städte La Angostura und Samaipata nach Comarapa und weiter nach Cochabamba. Etwa 22 Kilometer vor Comarapa zweigt eine ost-westlich verlaufende Verbindungsstraße nach Aiquile ab, die über die Ortschaft Pulquina auf kurvenreichen 26 Kilometer Saipina erreicht.

## Bevölkerung
Die Einwohnerzahl der Ortschaft ist in den vergangenen zwei Jahrzehnten auf mehr als das Doppelte angestiegen:
| Jahr | Einwohner | Quelle       |
| ---- | --------- | ------------ |
| 1992 | 1 788     | Volkszählung |
| 2001 | 2 394     | Volkszählung |
| 2012 | 4 090     | Volkszählung |
| 2024 |           | Volkszählung |

Die Region weist einen gewissen Anteil an Quechua-Bevölkerung auf, im Municipio Saipina sprechen 34,2 Prozent der Bevölkerung Quechua.